# Camber (Royaume-Uni)
Camber est un village et une paroisse civile situé dans le comté du Sussex de l'Est au sud-est de l'Angleterre. Il se situe près de l'estuaire de la Rother, à l'arrière des dunes qui occupent l'estuaire, avec une station balnéaire à l'est.
Le château de Camber fut édifié par le roi Henri VIII pour garder l'entrée de Camber dans le XVIe siècle et se trouve entre Rye et Winchelsea sur l'autre rive du fleuve.

## Source
- (en) Cet article est partiellement ou en totalité issu de l’article de Wikipédia en anglais intitulé « Camber, East Sussex » (voir la liste des auteurs).